# Pozuelo de Alarcón
Pozuelo de Alarcón – miasto i gmina, położona na zachód od Madrytu w regionie wspólnoty autonomicznej Madryt w Hiszpanii, miasto leży tuż przy granicach administracyjnych Madrytu a także wchodzi w skład strefy metropolitalnej stolicy. Miasto liczy 81,5 tys. mieszkańców jest ono otoczone śródziemnomorskimi lasami sosnowymi (Casa de Campo). Ze względu że miasto otacza sieć gęsto rosnących drzew temperatury przez cały rok są tu niższe niż w samym Madrycie, miasto leży ok. 30 km od gór Sierra de Guadarrama.
Miasto jest jednym z najgęściej zabudowanych miast wspólnoty autonomicznej Madrytu, co związane jest z intensywnością powstawania nowych osiedli mieszkaniowych w ciągu ostatnich dziesięcioleci a także z bogactwem występujących tu ziem uprawnych i żyznych gleb na tym terenie. W związku z tym miasto zamieszkuje także wielu imigrantów. Pozuelo de Alarcón posiada również rozbudowaną infrastrukturę transportową - połączenie z autostradą M-40 oraz docierającą tu linią tramwajową z Madrytu. 
W Pozuelo znajduje się wiele parków miejskich, niektóre z nich są charakterystycznie podłużnie położone i służą do oddzielenia różnych części miasta. Najbardziej atrakcyjnym obszarem tego typu jest Avenida de Europa, mająca charakter szerokiego bulwaru. 

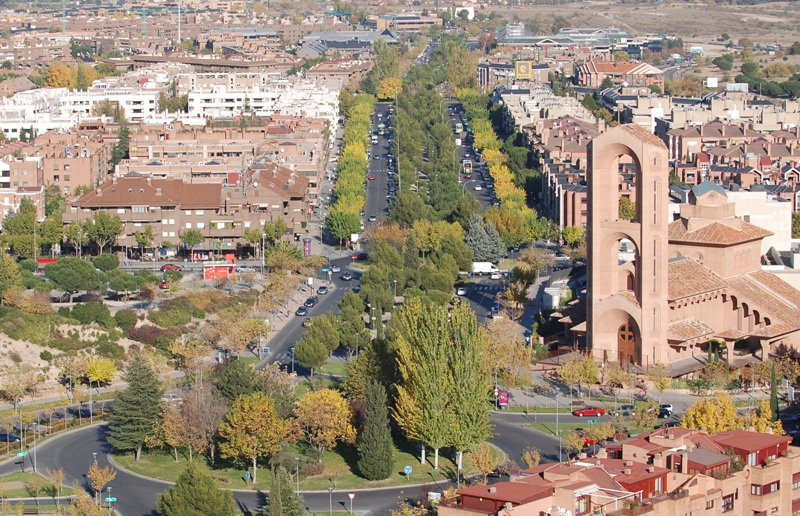
Widok na miasto - aleja Avenida de Europa na środku planu

## Miasta partnerskie
- Issy-les-Moulineaux - (Francja)
- Poznań - (Polska)
- Recanati - (Włochy)
- Xicheng - (Chiny)
- Al-Bir al-Hilw - (Sahara Zachodnia)